# 喀麥隆鬍鯰
喀麥隆鬍鯰（学名：Clarias camerunensis）為輻鰭魚綱鯰形目塘虱魚科的其中一種，其种加词“camerunensis”意为“喀麦隆的”。分布於非洲剛果河下游流域，本魚頭部略呈矩形，吻非常地寬且圓，額骨囪門長而狹窄的; 後頭骨囪門長而橢圓形，胸棘細長，外側具有向下鋸齒，鰓前的器官發展良好，背鰭軟條69-87枚;臀鰭軟條52-70枚，體長可達46.6公分，棲息在湖泊及河流，屬肉食性，以魚類、昆蟲幼蟲等為食。